# Región de Kulikoró
La región de Kulikoró es la segunda región administrativa de Malí. Tiene una extensión de 90 120 km². Su capital es la ciudad de Kulikoró.

## Geografía
La región de Kulikoró está limitada al norte por Mauritania, al oeste por la región de Kayes, al sur por la región de Sikaso y al este por la región de Segu. La región ocupa una superficie de 90.120 km², un área similar a la de Castilla y León. Las grandes ciudades de la región son: Kati, Kulikoró, Kolokani, Nara, Banamba, Dioila.

### Hidrografía
La región está regada por varios ríos: el Níger, el Baulé, el Sankarani, el Baogué y el Bani.

### Clima
Al sur el clima es de tipo sudanés. Al norte en el eje Kita-Bamako es de tipo saheliano.

## Parques nacionales
El parque nacional Baulé y las reservas naturales de Fina, Kongossambugu y Bakinko presentan una fauna muy diversa.

## Demografía
La población de esta región es de 1.516.486 habitantes. Viven diferentes etnias en esta región: malinkés, bámbaras y somonos, todos ellos alrededor del río Níger.

## Organización administrativa
La región de Kulikoró está dividida en 7 cercelas o círculos:
- Círculo de Banamba (149 965 habitantes); capital, Banamba.
- Círculo de Dioila (341 400); capital, Dioila.
- Círculo de Kati (458 333); capital, Kati.
- Círculo de Kolokani (196 644); capital, Kolokani.
- Círculo de Koulikoro (144 006); capital, Kulikoró.
- Círculo de Nara (190 284); capital, Nara.

Estos círculos reagrupan 106 comunas. Bamako, capital de Malí, aunque se sitúa en el centro de la región no está ligada a esta región.

## Transportes y economía
Kulikoró es el término de la línea de ferrocarril de Dakar-Níger. Es además un importante puerto fluvial en las orillas del río Níger, que permite una buena comunicación con las ciudades de Segu, Mopti, Tombuctú y Gao. La región tiene además el aeropuerto internacional de Bamako-Senu.
La agricultura es una actividad dominante, además de una industria aurífera en Kangaba y una central hidroeléctrica en Selingué.

## Cultura
En esta región se situaba el país Mandingue o Mandé. Era la cuna del Imperio de Malí y ha podido conservar su cultura tradicional hasta nuestros días a través de los griots y la cofradía de cazadores.
Esta región, como el resto de Malí, tiene una mayoría musulmana, aunque las prácticas animistas siguen presentes en algunos pueblos. El bámbara es el idioma más hablado en la región.
Kulikoró es conocido por sus marionetas tradicionales, presentes en numerosas fiestas como las que se celebran en el pueblo de Diarabugú. Hay grandes músicos que son originarios de esta región: Salif Keïta y Rokia Traoré.